# L'Italien (film, 2005)
Pour les articles homonymes, voir L'Italien.
Pour plus de détails, voir Fiche technique et Distribution.
L'Italien (Итальянец, Italianets) est un film russe réalisé par Andreï Kravtchouk, sorti en 2005.

## Fiche technique
- Titre original : Итальянец, Italianets
- Titre français : L'Italien
- Réalisation : Andreï Kravtchouk
- Scénario : Andreï Romanov
- Costumes : Natalia Brabanova et Marina Nikolayeva
- Photographie : Aleksandr Burov
- Montage : Tamara Lipartiya
- Musique : Alexandre Knaïfel
- Pays d'origine : Russie
- Format : Couleurs - 35 mm - 1,66:1 - Dolby Digital
- Genre : drame
- Durée : 99 minutes
- Dates de sortie :
  -  Allemagne : 14 février 2005 (Berlinale 2005)
  -  Russie : 22 septembre 2005
  -  France : 14 février 2007

## Distribution
- Nikolaï Spiridonov : Vanya Solntsev
- Mariya Kuznetsova : Madam
- Nikolaï Reutov : Grisha
- Yuri Itskov : Direktor
- Denis Moiseenko : Kolyan
- Andreï Elizarov : Seryy
- Aleksandr Sirotkin : Timokha)
- Vladimir Chipov : Vovan
- Polina Vorobeva : Natakha
- Olga Chuvalova : Irka
- Dmitri Zemlianko : Anton
- Daria Yugrens : Mama Mukhina

## Prix
- Festival du cinéma russe à Honfleur 2005 : Prix du meilleur film et Prix du public.